# Scraptia bifoveolata
Scraptia bifoveolata is een keversoort uit de familie bloemspartelkevers (Scraptiidae). De wetenschappelijke naam van de soort is voor het eerst geldig gepubliceerd in 1853 door Küster.